# Мазок Папаниколау

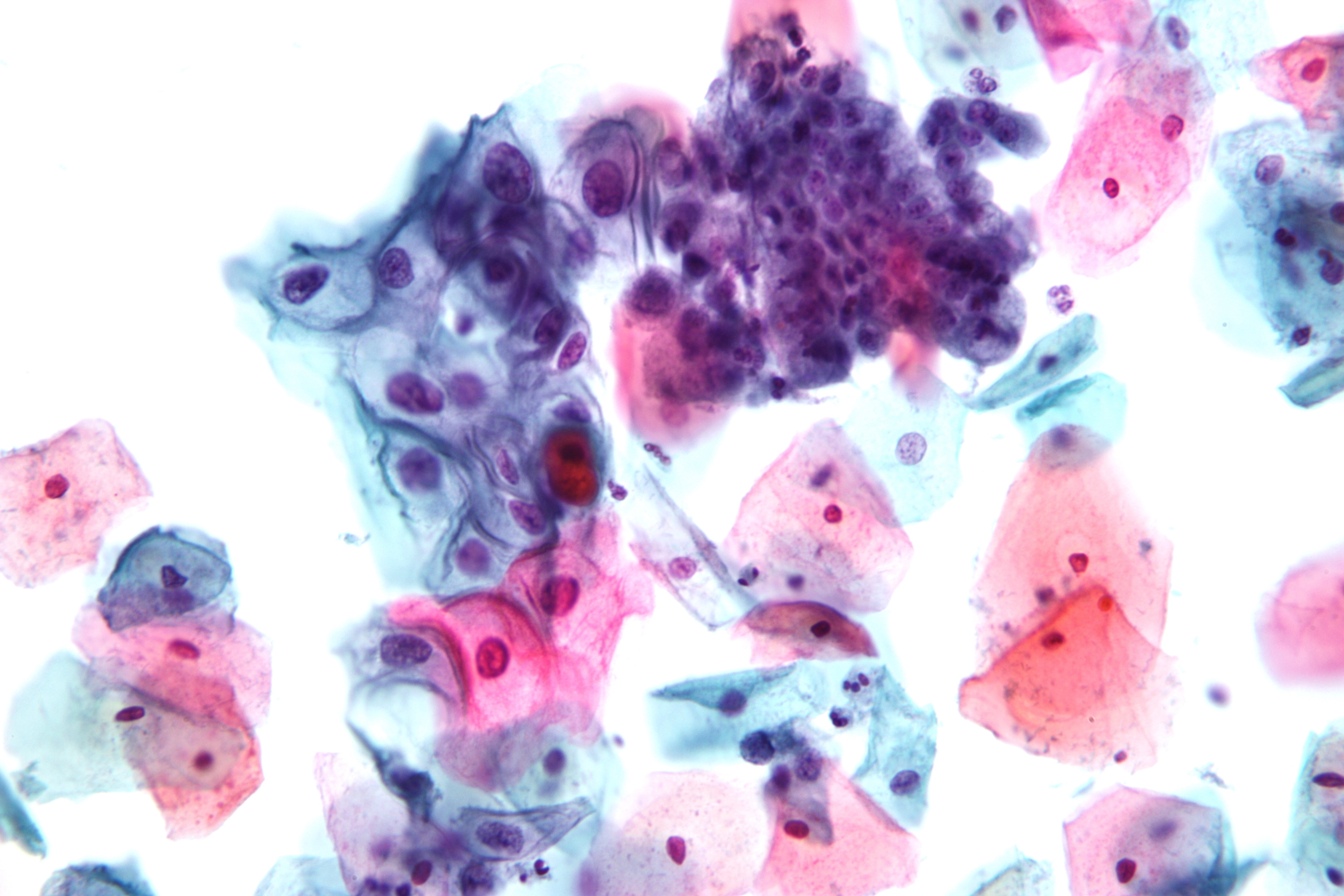
Плоскоклеточное интраэпителиальное поражение шейки матки низкой степени злокачественности (LSIL) и доброкачественные клетки слизистой эндоцервикса. Окрашивание по Папаниколау

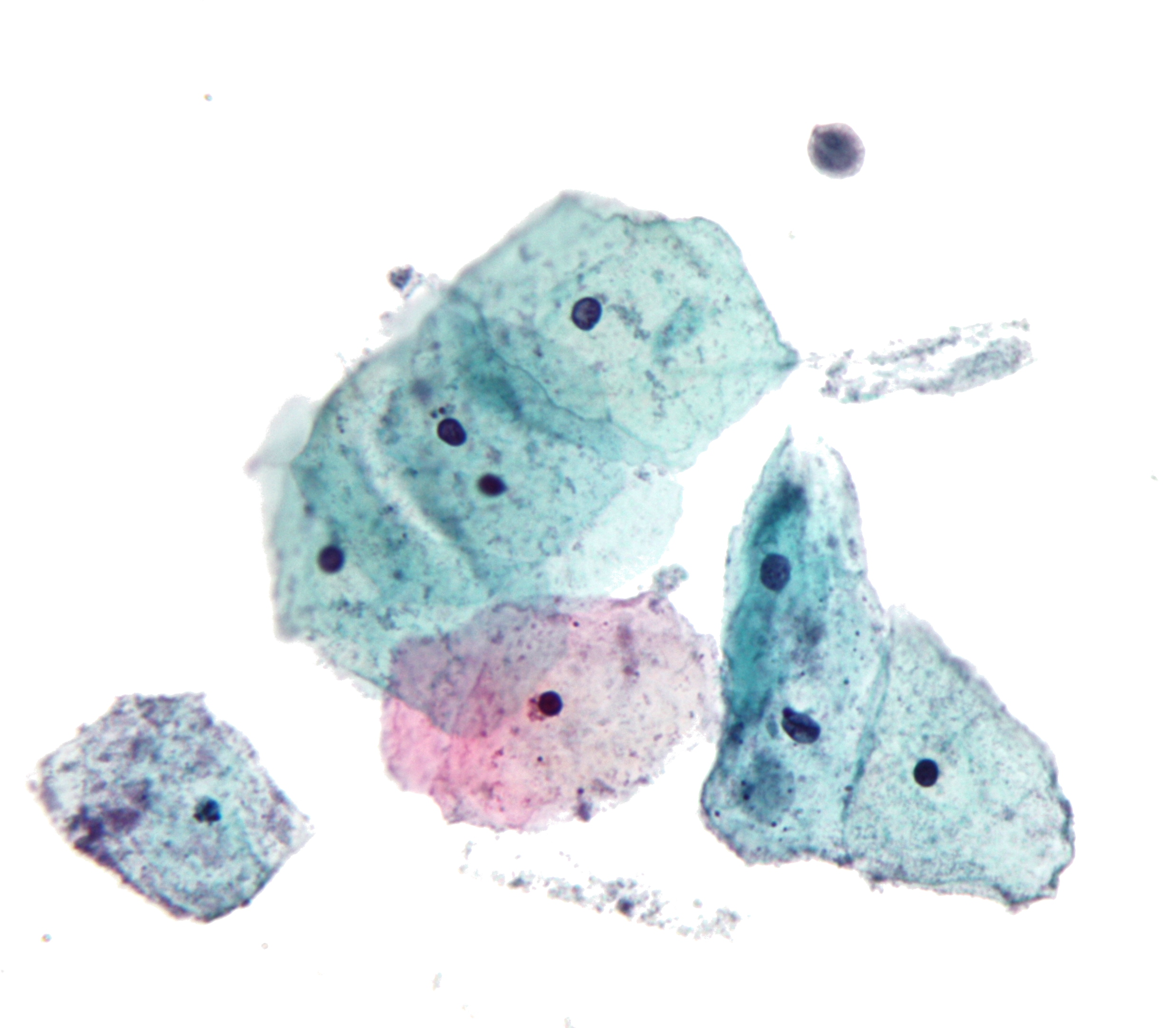
Трихомониаз (T. vaginalis, справа сверху).

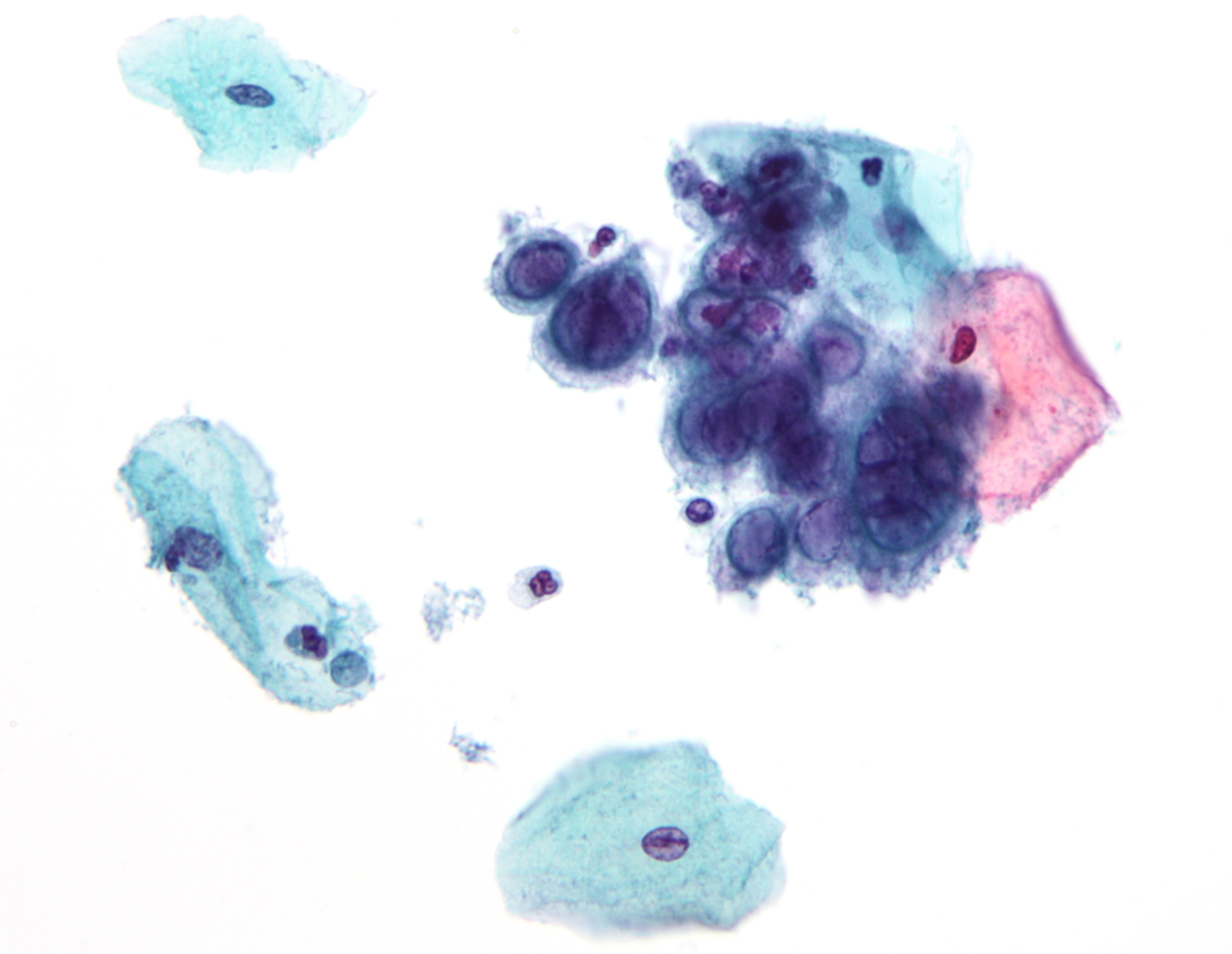
Патологические изменения, вызванные вирусом простого герпеса первого типа

Мазок Папаниколау, тест Папаниколау или цитологический мазок (англ. Papanicolaou test, Pap test или Pap smear) — тест, с помощью которого можно определить предраковые или раковые клетки во влагалище и шейке матки. Назван именем греческого учёного Георгиоса Папаниколау, впервые описавшим соответствующую методику окраски (Окрашивание по Папаниколау).

## Общая информация
Пап-тест позволяет достаточно эффективно выявлять предраковые изменения эпителия — цервикальные внутриэпителиальные неоплазии различной степени тяжести.
Этот вид исследования является обязательным для женщин старше 30 лет, в особенности тех, у которых обнаруживался ранее или обнаружен в настоящее время вирус папилломы человека высокого онкогенного риска, а также для женщин, у которых обнаружены зоны изменённого эпителия при кольпоскопическом исследовании шейки матки.
Количество препаратов (стекол) может быть от 1 до 3. Чаще всего необходимо исследовать два препарата — эпителий из эндоцервикса и экзоцервикса. Забор материала необходимо производить с помощью специальных цитощеток.
Методика подготовки препарата на цитологию по Папаниколау

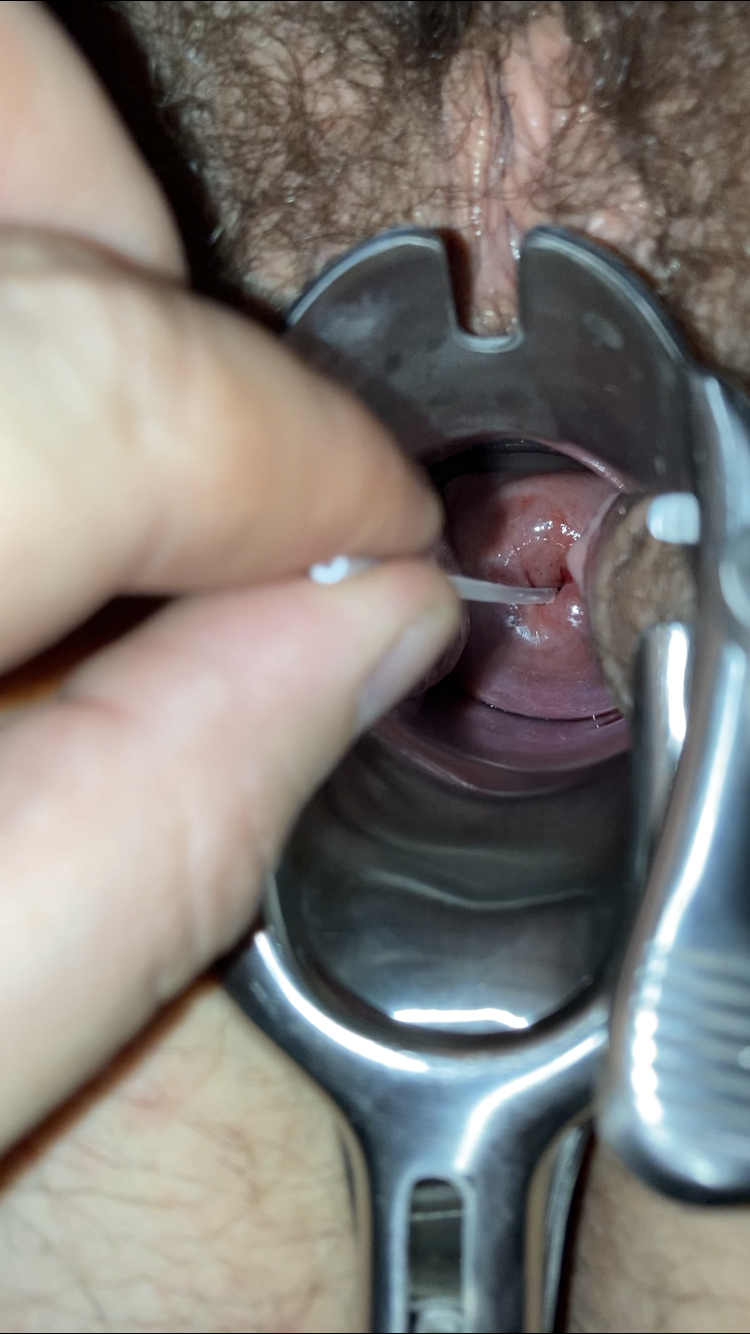
Взятие образца из шейки матки для цитологии с помощью цервикальной щётки.

Биоматериал берут с помощью специальной цервикальной щетки. Непосредственно после взятия биоматериала готовят мазок-отпечаток, касаясь всеми поверхностями цитощетки поверхности предметного стекла. Зонд утилизируют. Приготовленный мазок подсушивают на воздухе. Стекло с высушенным мазком помещают в кювету и фиксируют 96%-м этиловым спиртом-ректификатом в течение 5 мин.
Готовый препарат поместить в индивидуальную упаковку (полиэтиленовый или бумажный пакет), прикрепить к направлению степлером и отправить в лабораторию. Допускается хранение стекол с фиксированными или высушенными мазками в герметичной упаковке при температуре 2—8 ° С в течение 10 суток.
Согласно международным стандартам, первый Пап-тест выполняется через 3 года после начала половой жизни или в возрасте 21 года (в зависимости от того, что случится раньше). Затем — раз в год. Если в течение 3 лет подряд результаты Пап-теста не обнаруживают изменений в строении клеток шейки матки, Пап-тест проводят 1 раз в 2—3 года до 65 лет. После 65 лет выполнение Пап-теста можно прекратить, при условии, что все предшествующие результаты были отрицательными.

## Подготовка к исследованию
Для получения наиболее точного результата необходимо выполнять ряд условий перед проведением теста по Папаниколау. Не рекомендуется проводить обследование во время менструации, при наличии любого воспалительного процесса. Рекомендовать пациенткам за 48 часов до взятия ПАП-мазка воздержаться от сексуальных контактов, применения тампонов, использования любых вагинальных кремов, суппозиториев и лекарств, спринцеваний и вагинального душа. Также целесообразно принимать душ вместо ванны за 2 суток до проведения Пап-теста.
Мазок следует брать до гинекологического осмотра, кольпоскопии или не ранее чем через 48 часов после этих манипуляций.

## Интерпретация результатов
Мазок по Папаниколау может быть положительным или отрицательным (I класс по Папаниколау). В норме атипичных клеток нет, все клетки одинаковой формы и размеров (отрицательный Пап-мазок).
Наличие разных по форме и размерам клеток, патологическое их положение характеризуется как положительный мазок по Папаниколау.

### Цитологическая классификация по Папаниколау
- 1-й класс — нормальная цитологическая картина;
- 2-й класс — изменение морфологии клеток, обусловленное воспалительным процессом во влагалище и (или) шейке матки;
- 3-й класс — единичные клетки с аномалией ядер и цитоплазмы (подозрение на злокачественное новообразование);
- 4-й класс — отдельные клетки с явными признаками озлокачествления;
- 5-й класс — большое число типично раковых клеток. Диагноз злокачественного новообразования не вызывает сомнений.